# Municipalitatea Kavala
Municipalitatea Kavala este o municipalitate din regiunea Macedonia de Est și Tracia. Actuala municipalitate a apărut prin Programul „Kallikratis” în 2011. În timpul implementării acesteia, municipalitățile preexistente Kavala și Philippi au fost fuzionate. Suprafața municipalității este de 350,61 kmp iar populația sa permanentă este de 74.376 de locuitori conform recensământului din 2021. Sediul municipalității este orașul Kavala iar primăria sa este găzduită în Conacul Herzog.

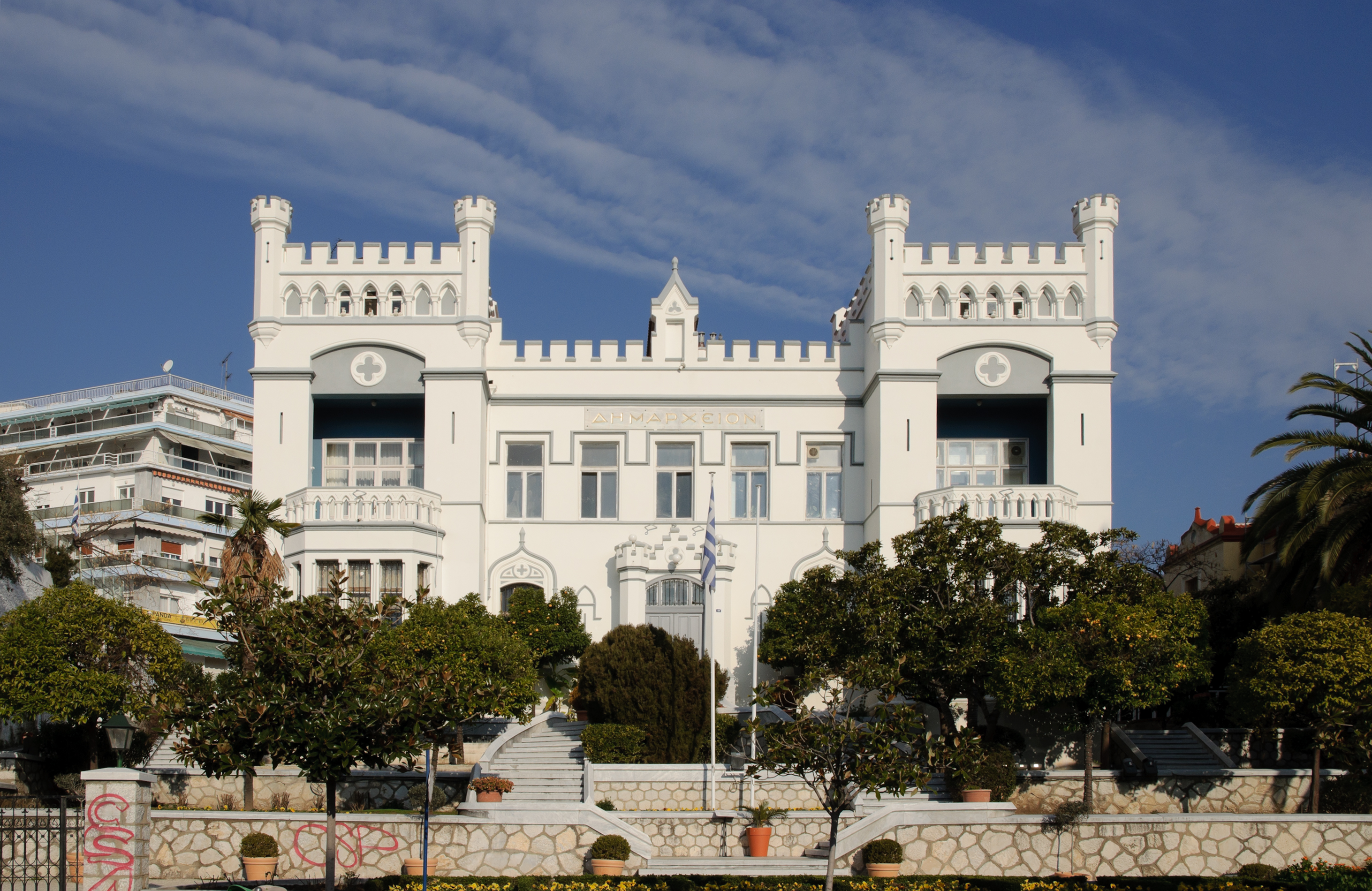
Primăria din Kavala construită în 1890 de către comerciantul maghiar de tutun, baronul Pierre Herzog
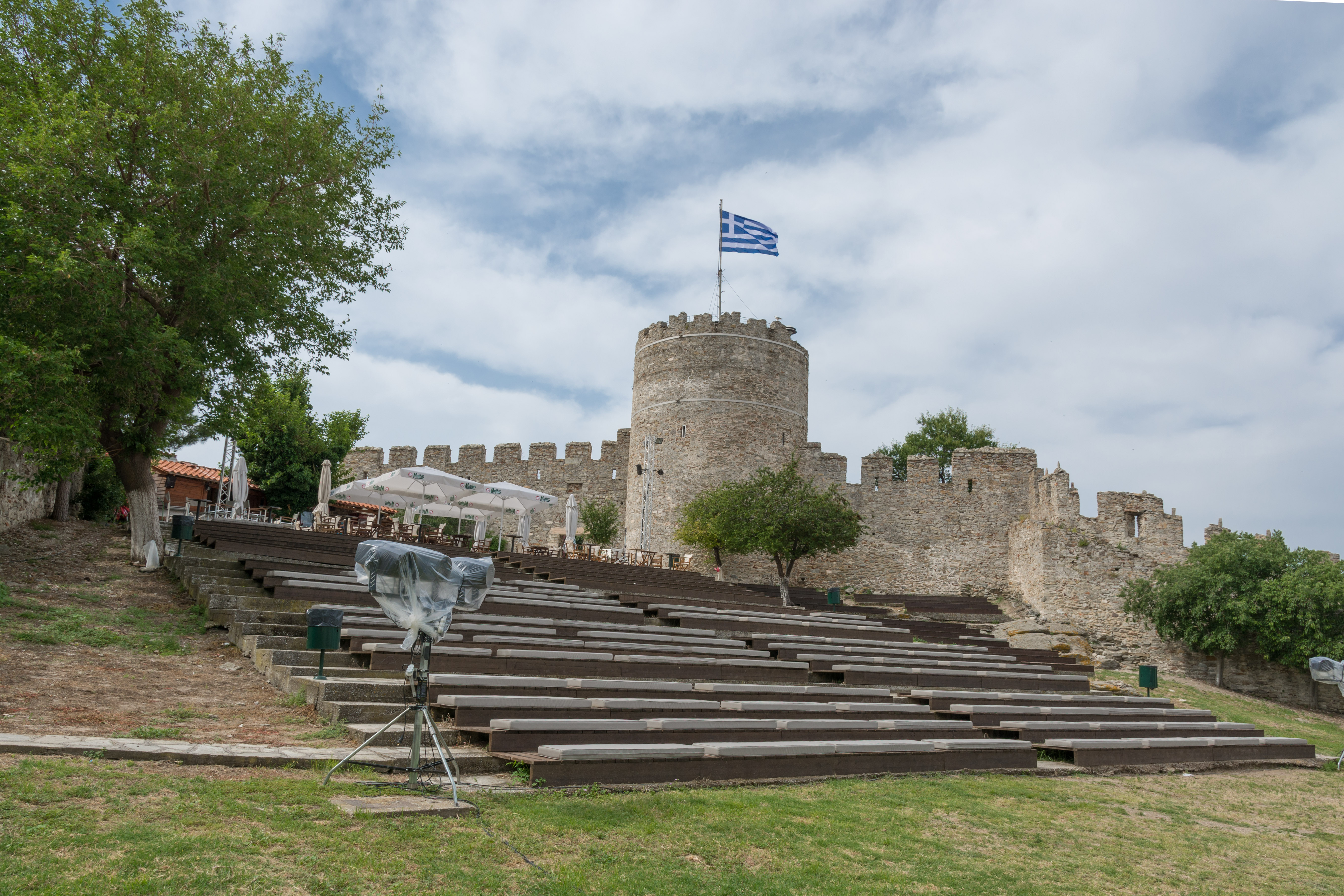
Castelul din Kavala este locul de desfășurare al evenimentele Festivalului Philippi - Thasos
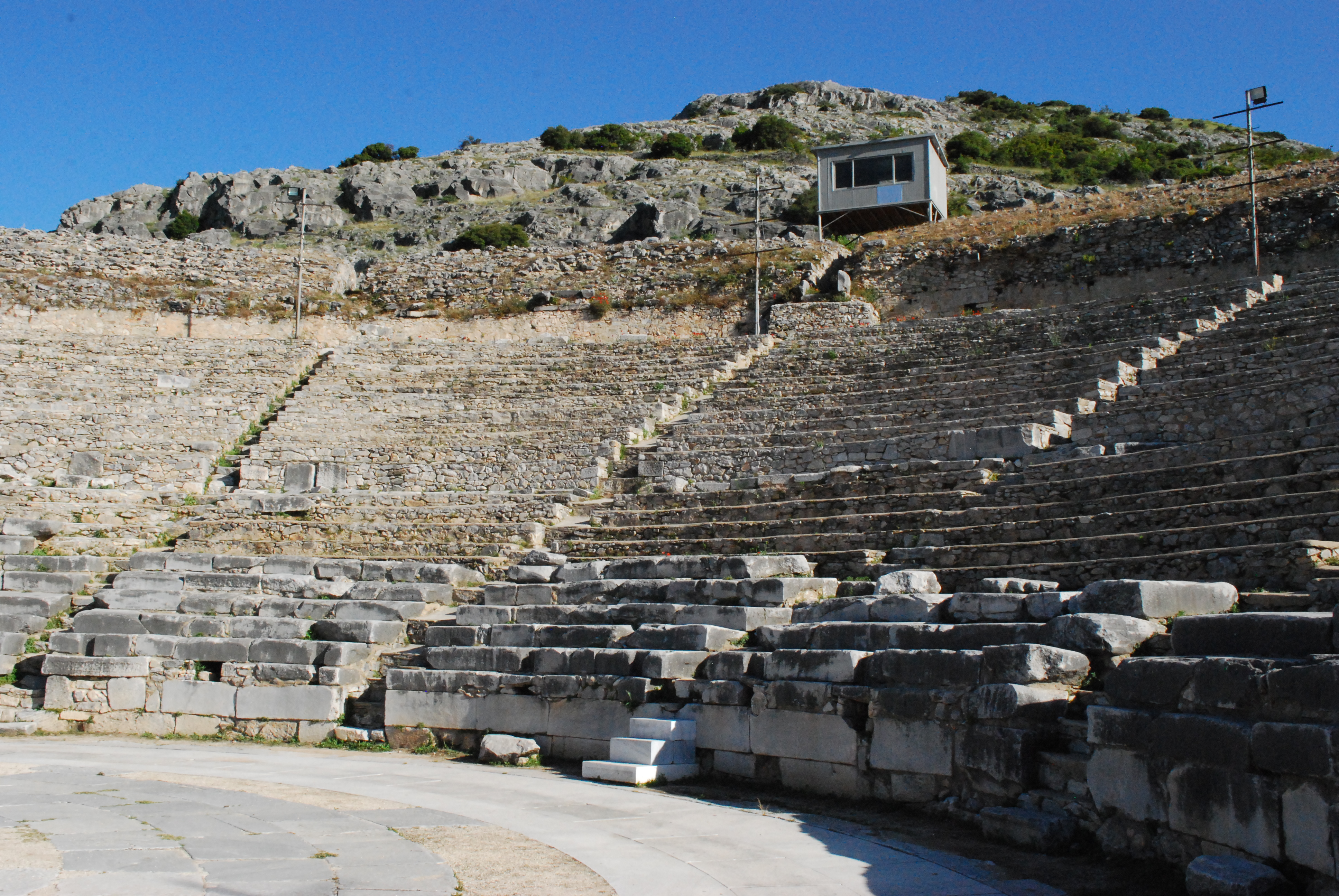
Vedere a teatrului antic din Philippi, locul de desfășurare al festivalului Philippi - Thasos